# Ruth Bré
Ruth Bré (pseudonyme d'Elisabeth Rothmund, connue aussi comme Elisabeth Bouness, ou Bouneß ou Bonnes ou Elisabeth Michael), née le 19 décembre 1862 à Breslau et morte le 7 décembre 1911 dans l'arrondissement d'Hirschberg-des-Monts-des-Géants, est une écrivaine, journaliste, dramaturge et critique radicale du patriarcat. Ruth Bré est aussi une militante des droits des femmes, défenseuse de la famille matriarcale. Penseuse utopique, elle critique vivement le mariage bourgeois, défend le droit des femmes à la sexualité, bien que la liant étroitement à la maternité, elle prône la création de colonies pour les mères célibataires et leurs enfants. Elle est la fondatrice de l’Association pour la protection des mères. Ses écrits représentent l’une des visions les plus subversives de l’émancipation féminine de l'Empire allemand. 

## Biographie
Elisabeth Rothmund est née le 19 décembre 1862 à Breslau, hors mariage. Les noms de ses parents ne sont pas mentionnés, mais Rohmund serait le nom de sa mère biologique. Elle a au moins un frère. Son expérience d'enfant "naturelle" est sans doute à l'origine de ses positions contre le mariage et la défense des mères célibataires,,.
Elle vit à Hermsdorf unterm Kynast (de) et travaille comme enseignante. 
Elle publie ses premiers écrits sous le pseudonyme d'Elisabeth Bouness (également Bouneß ) et ses écrits sur le mouvement des femmes sous le pseudonyme de Ruth Bré. Bré est probablement une compilation des premières lettres d'Elisabeth-Rothmund-Bonnes, lues à l'envers.
La tombe de Ruth Bré sur le Cavalierberg à Herischdorf n'existe plus. 

### Militante des droits des femmes et des mères
Après sa retraite anticipée, Ruth Bré devient active dans la première vague du mouvement des femmes (de) en Allemagne, et plus particulièrement dans son aile radicale. Elle écrit des traités sur les droits des mères, écrit un roman, des articles et s'essaye à la rédaction d'un journal,.
Dans Das Recht auf die Mutterschaft (Le droit à la maternité, 1903), elle affirme que  « la pulsion sexuelle est une pulsion naturelle comme toute autre. Elle n’est ni morale, ni immorale. Elle est simplement naturelle. La satisfaire est une loi naturelle, comme manger, boire et dormir. Elle ne peut devenir immorale que par l’immodération, tout comme manger et boire de manière immodérée peuvent devenir immoraux. ». Cependant elle lie la pulsion sexuelle des femmes à la pulsion maternelle,. Dans le même ouvrage, Ruth Bré affirme que le célibat provoque des cancers des ovaires, de l'uterus et des seins, en plus d'être à l'origine d'insomnies,de dépression, d'hystérie d'pilepsie, de folie et même de suicides. Ces maux seraient la vengeance de la nature pour la négation de la pulsion sexuelle féminine.
Ruth Bré considère que le matriarcat est « la forme familiale et juridique la plus ancienne et la plus naturelle » qui respecte le lien « naturel » et central de la mère et de l’enfant, quel que soit le statut matrimonial. C’est seulement au sein du matriarcat que les femmes peuvent se développer « libres et fières ».
Ruth Bré se livre à une critique du mariage bourgeois, supposé apporter aux femmes la sécurité et l’accomplissement de leur vocation naturelle de mères et d’épouses. Elle le considère comme la racine des maux de la société. Elle défend « l’amour libre » et fait de l'amélioration de la situation des mères célibataires et de leurs enfants l'œuvre de sa vie. Elle imagine des colonies matriarcales, soutenues par l'état, qui offriraient à ces femmes et leurs enfants de bonnes conditions de vie et profiteraient à  la population allemande en favorisant une vie « de valeur »,,. 
« Ne donnez pas naissance aux autres, donnez naissance seulement à vous-mêmes, femmes ! […] La femme peut exister sans l’État. Mais l’État ne peut exister sans les femmes. 
Ruth Bré considère l’essence féminine comme étant intrinsèquement sexuelle et maternelle, la maternité étant la condition préalable à la santé mentale et physique des femmes, mais le mariage constitue un obstacle à son accomplissement : « Elle [la femme] ne peut pas suivre librement les lois et les exigences de la nature. Elle ne peut pas, par sa propre volonté et son choix, parvenir à la maternité, le plus haut accomplissement de sa nature, mais seulement à travers une certaine condition. Cette condition est appelée mariage. ». D'ailleurs la situation démographique où les femmes sont plus nombreuses que les hommes (Frauenüberschuß, surplus féminin) rend le mariage impossible pour un certain nombre de femmes et, par conséquent, les exclut de la maternité si elles craignent la honte d'être mères célibataires et les rend incapables d'accomplir leur "destinée naturelle". pour elle, seule la maternité célibataire peut atténuer la stigmatisation et la solitude du célibat féminin. Elle exprime sa propre douleur de ne pas connaître la maternité ,.
Ruth Bré fonde l'Association pour la protection des mères (Bund für Mutterschutz) à Leipzig le 12 novembre 1904. L'objectif de l'association est « d'améliorer la situation des femmes en tant que mères sur les plans juridique, économique et social, en particulier de protéger les mères célibataires et leurs enfants du danger économique et moral et d'éliminer les préjugés dominants à leur encontre (...). ». L'Association connaît rapidement du succès et trouve de nombreux soutiens de premier plan comme Helene Stöcker, Lily Braun et Henriette Fürth (de) et aussi des hommes comme les médecins Max Marcuse (de) et Alfred Ploetz. Ruth Bré est cependant rapidement évincée par Helene Stöcker, qui réoriente l'association vers la réforme sexuelle. Helene Stöcker refuse de considérer qu'une femme et son enfant peuvent déjà constituer une famille : « la trinité père, mère et enfants sera toujours l'idéal le plus élevé »,,,,.
Ruth Bré se bat également contre le licenciement des femmes fonctionnaires mariées (ce qu'on appelle le «célibat des enseignantes (de)  ») . Ce combat est le thème central de son roman Ecce Mater!, dont l'héroïne perd son emploi d'enseignante lorsqu'elle est enceinte, bien qu'elle soit célibataire.

## Publications (sélection)
- (de) Elisabeth Bouneß, Die Frau an der Jahrhundertwende (théâtre), Breslau, 1900
- (de) Ruth Bré, Ecce Mater! (Siehe, eine Mutter!),, 2018 (1re éd. 1900) (ISBN 978-3-7460-6303-4)
- (de) Elisabeth Bouness, Kaiserworte, Fürsorgegesetz und Lehrerschaft. Betrachtungen aus Liebe zum Vaterlande, Leipzig, 1903
- (de) Ruth Bré, Das Recht auf die Mutterschaft: Eine Forderung zur Bekämpfung der Prostitution, der Frauen- und Geschlechtskrankheiten, Leipzig, 1903
- (de) Ruth Bré, Staatskinder oder Mutterrecht? Versuche zur Erlösung aus dem sexuellen und wirtschaftlichen Elend, Leipzig, 1904
- (de) Ruth Bré, Keine Alimentationsklage mehr! Schutz den Müttern! Ein Weckruf an alle, die eine Mutter hatten., Leipzig, 1905
- (de) Ruth Bré, Ecce Mater! (Siehe eine Mutter!) (Roman)., Leipzig, 1905
- (de) Ruth Bré, « Geboren am Weihnachtsabend », Die Neue Generation, no 2,‎ 1909, p. 81–85
- (de) Ruth Bré et Hedwig Dohm (éd.), « Zunächst andere Ehegesetze! », Ehe? Zur Reform der sexuellen Moral,‎ 1911
- (de) Ruth Bé et Julia Polzin (dir.), Wir haben kein Vaterland!: Patriarchatskritische Texte 1903-1911, 2019, 144 p.